# 리키 월든

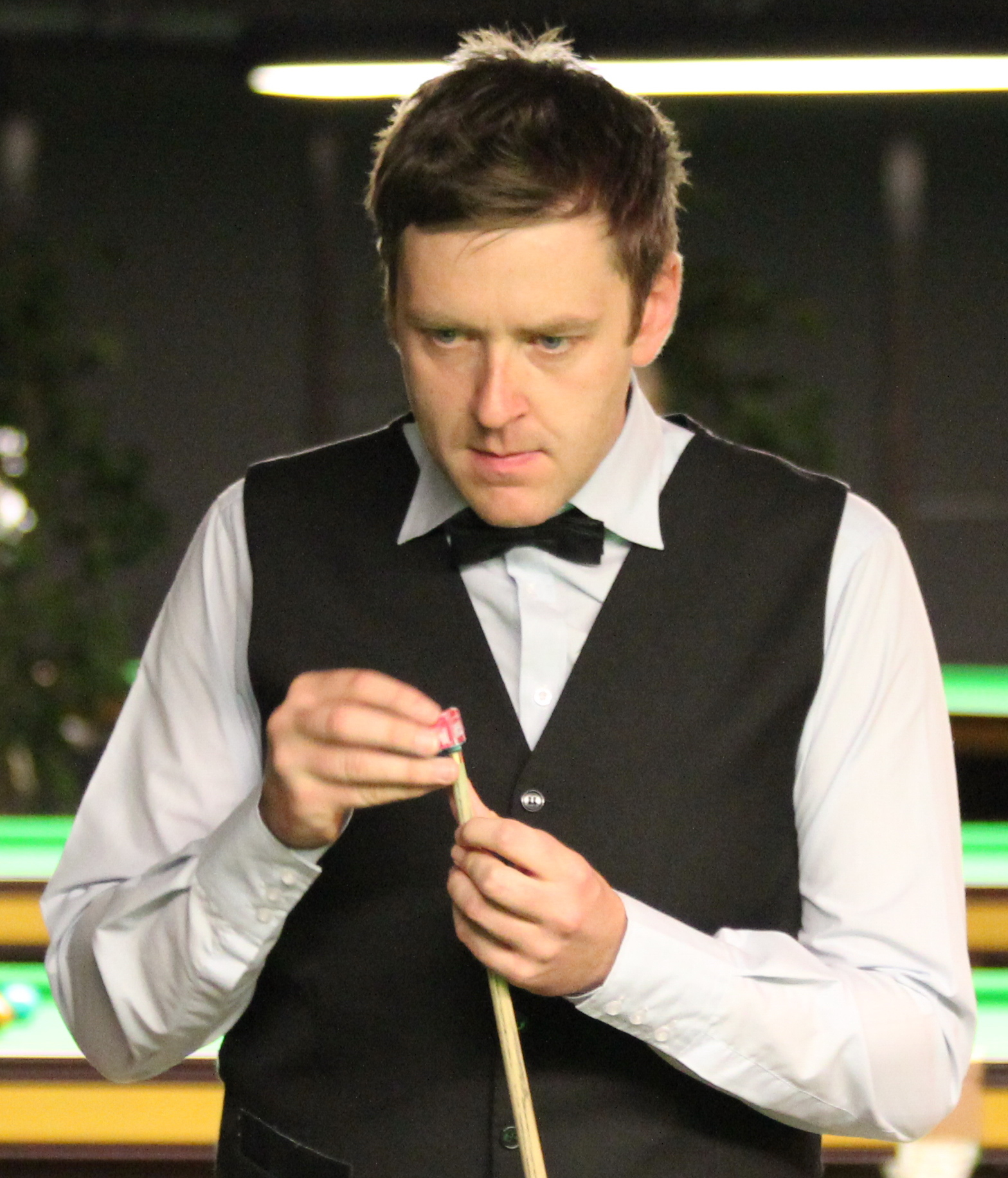
리키 월든

리키 월든(영어: Ricky Walden, 1982년 11월 11일 ~ )은 잉글랜드의 스누커 선수이다.